# Uglione
Uglione és un barri de la ciutat brasilera de Santa Maria, Rio Grande do Sul. El barri està situat al districte de Sede.

## Villas
El barri compta amb les següents villas: Parque Residencial São Carlos, Uglione, Vila Alegria, Vila Goiânia, Vila São Pedro.
| Duque de Caxias Urlândia | Duque de Caxias / Nossa Senhora Medianeira | Nossa Senhora Medianeira                           |
| Urlândia                 |                                            | Nossa Senhora Medianeira                           |
| Urlândia                 | Urlândia                                   | Nossa Senhora Medianeira Dom Antônio Reis Urlândia |

## Galeria de fotos

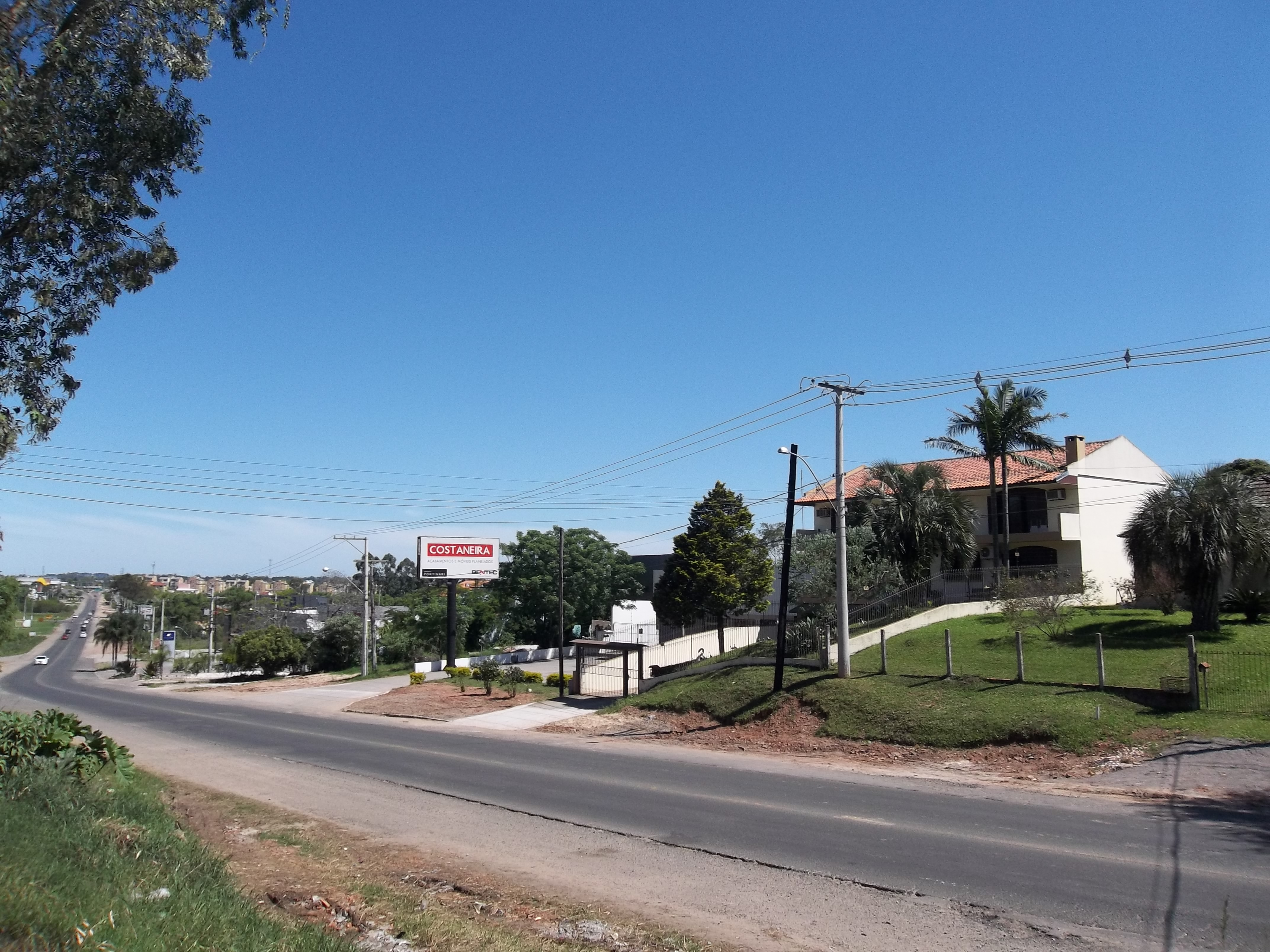